# Assan Ceesay
Assan Ceesay (Banjul, Gambia, 17 de marzo de 1994) es un futbolista de Gambia que juega en la posición de delantero para el Damac F. C. de la Liga Profesional Saudí.

## Carrera

### Club
| Club                   | País           | Año       |
| ---------------------- | -------------- | --------- |
| GAMTEL FC              | Gambia         | 2012-2014 |
| Casa Sports            | Senegal        | 2014-2016 |
| F. C. Lugano           | Suiza          | 2016-2018 |
| F. C. Chiasso (cedido) | Suiza          | 2017-2018 |
| F. C. Zürich           | Suiza          | 2018-2022 |
| VfL Osnabrück (cedido) | Alemania       | 2020      |
| U. S. Lecce            | Italia         | 2022-2023 |
| Damac F. C.            | Arabia Saudita | 2023-     |

### Selección nacional
Pasó por las selecciones menores de Gambia desde categoría sub-17 y su debut con la selección mayor llegó en 2013. Su primer gol con la selección nacional llegó el 23 de marzo de 2018 en un empate 1-1 ante República Centroafricana en un partido amistoso jugado en Bakau y participó en la Copa Africana de Naciones 2021. Actualmente es el máximo goleador de la selección nacional.

## Palmarés

### Títulos nacionales
| Título             | Club         | País  | Año     |
| ------------------ | ------------ | ----- | ------- |
| Superliga de Suiza | F. C. Zürich | Suiza | 2021-22 |